# 夏笳

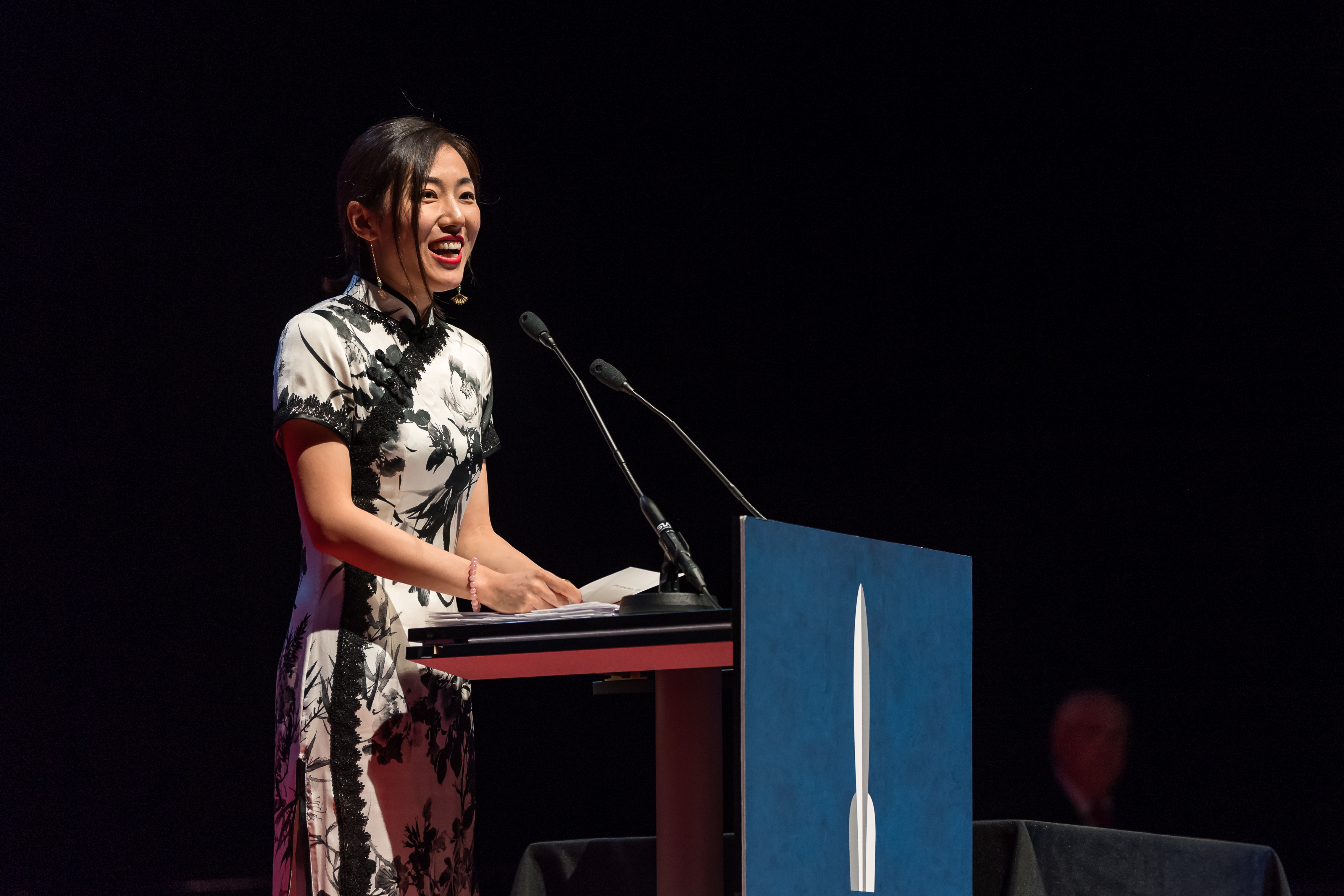
夏笳 (2017年)

夏笳（1984年6月4日—），本名王瑶，是中國小說家，科幻「后新生代」代表作家、奇幻作家。

## 生平
1984年生于西安。2002年考入北京大学，本科就读于北京大学物理学院大气科学系。2006年于中国传媒大学攻读电影史论硕士学位，从事科幻电影方面的研究。2014年在北京大学比较文学博士毕业。现在西安交通大学中文系任系主任。

## 获奖情况
2004年以《关妖精的瓶子》获中国科幻银河奖最佳新人奖。
2005年以《卡门》获中国科幻银河奖读者票选奖。
2008年以《永夏之梦》获中国科幻银河奖优秀奖。

## 作品列表

### 小说
- 《关妖精的瓶子》科幻世界04年4月刊载
- 《卡门》科幻世界05年8月刊载
- 《One Day》科幻世界07年3月刊载
- 《遇见安娜》科幻世界07年7月刊载
- 《永夏之梦》科幻世界08年9月刊载
- 《汨罗江上》科幻世界08年10月刊载
- 《盗圣白玉汤》科幻世界09年增刊刊载
- 《黑猫》世界科幻博览
- 《夜莺》飞·奇幻世界08年8月刊载
- 《我的名字叫孙尚香》飞·奇幻世界09年9月刊载
- 《九州·逆旅》恐龙·九州幻想05年9月、10月刊连载
- 《九州·雨季》恐龙·九州幻想06年九月刊载
- 《倾城一笑》九州幻想 09年九张机号刊载
- 《九州·十日锦》九州幻想 09年十日锦号刊载
- 《在世界中心呼唤Jim Green》创作中，已将版权授予九州幻想
- 《卡门》被日本学者林久之翻译成日文，刊载于2007年六月《SF杂志·異色作家特集２》
- 《九州·逆旅》已由万卷出版公司于2009年8月出版

### 电影作品
- 离骚II：A Personal Statement of Growth（2007）
- 小丁（2007）
- 绿烬（Ashes of Green Days）（2007）
- Parapax（2007）
- 云南之行（2007）